# AIK Solna
AIK Solna (Allmänna Idrottsklubben) este un club de fotbal din Solna, Suedia care evoluează în Allsvenskan. Înființat în anul 1891 de către Isidor Behrens în Stockholm, la adresa Biblioteksgatan 8, numele complet al clubului a fost "Allmänna Idrottsklubben" ("Clubul Sportiv General" sau "Clubul Sportiv Public"). Numele a fost ales pentru a arăta lumii că acest club este al tuturor.

## Istorie

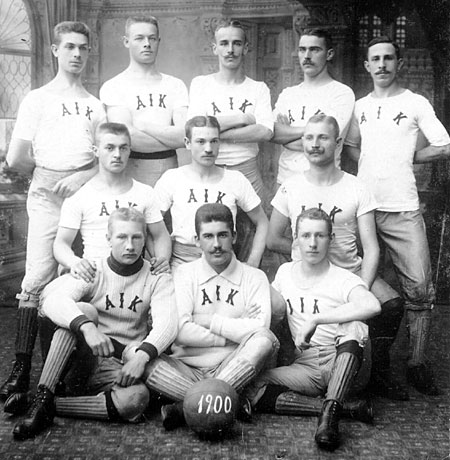
Prima echipă de fotbal a lui AIK

### Perioada 1896-1910
Începând practicarea fotbalului în 1896, AIK a început să joace în campionat doi ani mai târziu, în 1898. AIK a câștigat primul titlu de campioană în 1900, când a învins Örgryte IS în finală. În 1901, AIK a câștigat un alt titlu, după o victorie contestată împotriva echipei Örgryte. În perioada dintre secolele XIX și XX fotbalul suedez a fost dominat de Örgryte, care a câștigat de zece ori campionatul între anii 1896  și 1909. Cu toate acestea, în perioada 1898-1901 AIK a câștigat campionatul de două ori și a fost în lupta pentru campionat de trei ori. În 1899 echipa se confruntă cu Djurgårdens IF pentru prima dată. Djurgarden a fost fondată în 1891, în același an cu AIK, și, prin urmare, meciurile dintre aceste cluburi sunt cunoscute ca tvillingderbyt (derby-ul gemenilor). Djurgarden este din acea perioadă principalul rival al lui AIK.
AIK nu a participat la campionatele Suediei din 1902 și 1903, ci a concurat în "Svenska bollspelsförbundets tävlingsserie", o competiție numai pentru cluburi din Stockholm.
După doi ani de la începerea "tävlingsserie", în 1904, 12 echipe au participat în campionat, una dintre ele fiind AIK pentru prima dată de la câștigarea acestuia. AIK a jucat până în semifinale, unde a fost învinsă de către Djurgårdens IF. În 1905, AIK a ajuns tot în semifinale,dar de data aceasta fiind învinsă de IFK Stockholm. AIK a concurat de 3 ori în perioada 1906-1910, dar nu a câștigat niciodată.  În 1911 a câștigat campionatul pentru a treia oară, după ce a învins IFK Uppsala în finală.

### Perioada 1910-1937
După care, AIK a fost eliminată în semifinale, în 1912 și 1913, dar a câștigat din nou campionatul în 1914. În 1915, AIK a fost din nou învinsă de rivalii Djurgarden în semi-finale. În 1916, cu toate acestea, AIK și-a revenit și a învins și pe viitorii rivali IFK Göteborg în semi-finale, iar în finală Djurgårdens IF, cu scorul de 3-1. În 1917, Djurgarden realizează aceleași rezultate ca AIK, câștigând împotriva lui Göteborg în semifinale și apoi cu AIK, cu scorul de 3-1 în finală. După o perioadă foarte lungă de timp fără nici un succes, AIK, în 1923, câștigă al șaselea titlu după ce a învins IFK Eskilstuna în finală.
În 1924, Svenska Serien a fost înlocuit de către liga curentă, "Allsvenskan", (oficial numită "Divizia I"). În primii ani, campionatul a fost dominat de echipele din Göteborg (GAIS, IFK Göteborg, Örgryte IS) și de Helsingborgs IF. După câțiva ani, când AIK terminat pe 4 si 5, la mijlocul clasamentului, clubul a câștigat campionatul în 1931/32, fiind primul lor titlu Allsvenskan și al șaptelea titlu suedez.
AIK s-a mutat, în 1937, de pe Stockholms Stadion la Råsunda Fotbollsstadion , care a devenit Solna în 1942. Acesta a fost însă doar unul dintre lucrurile care fac anul 1937 un an memorabil - AIK a câștigat titlul a opta oară. Olle Zetterlund a marcat 23 de goluri în timpul sezonului, și astfel a devenit golgeterul campionatului.

### Între Allsvenskan și Divizia 2 (1938-1992)
După al doilea război mondial AIK a terminat pe doi în 1946 și pe 3 în 1947. Cu toate acestea, după aceste sezoane lucrurile au început să meargă rău pentru AIK.
În sezonul 1949/1950 clubul a avut media de spectatori de 21.768, un record care a rămas până în secolul 21.

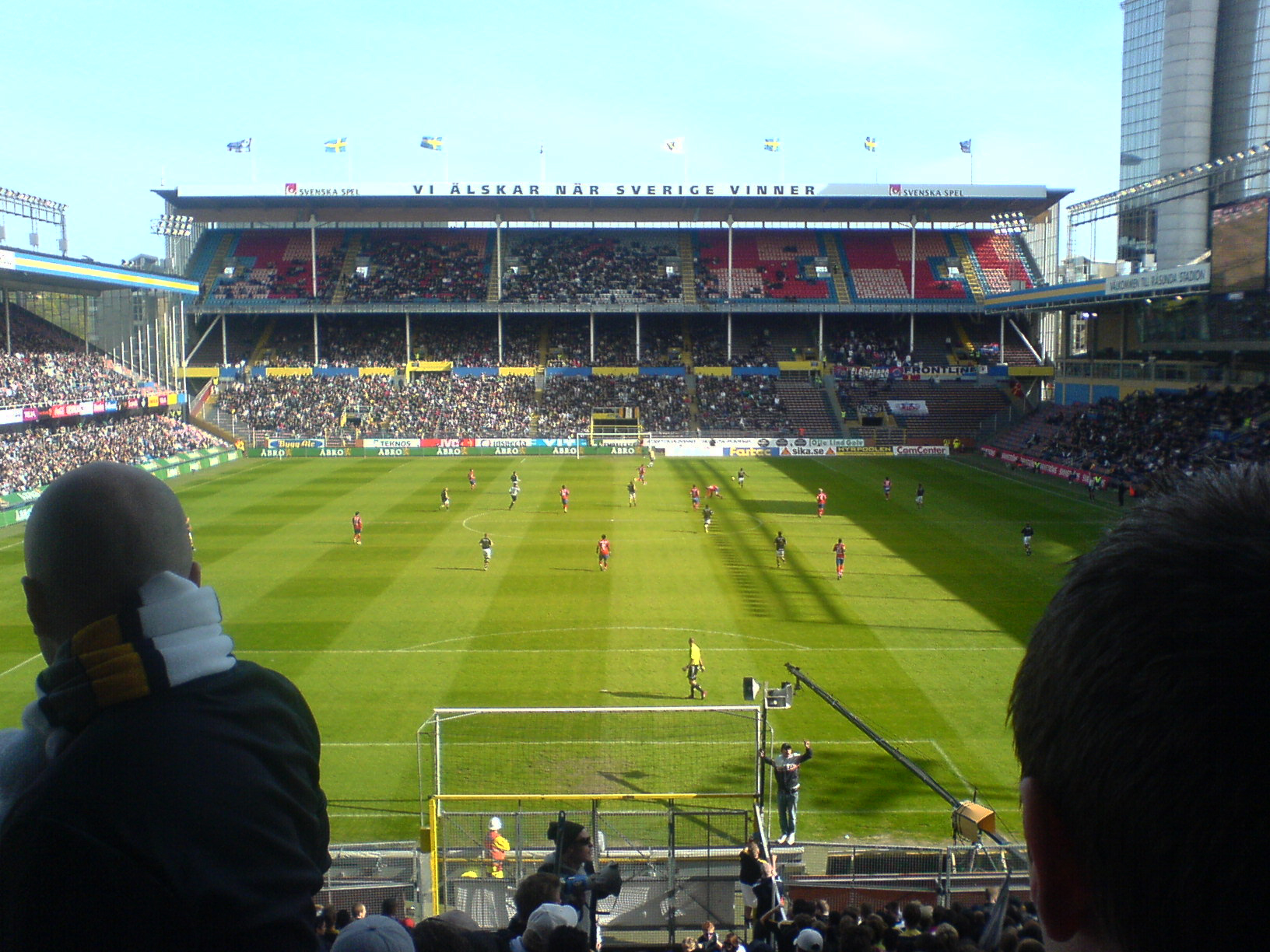
Råsunda Stadium, stadionul lui AIK din 1937.

În iunie 1951 s-a întâmplat "det omöjliga" (imposibilul), adică AIK a retrogradat în Divizia II. Ultimul meci în Allsvenskan a fost împotriva echipei Malmö FF, care era neînvinsă de 49 de meciuri. AIK învinge Malmö cu 1-0, dar avea nevoie de un gol în plus pentru a avea asigurat un loc în Allsvenskan. Acest lucru a însemnat, de asemenea, că Lennart "Nacka" Skoglund va pleca la Inter Milano, după ce a jucat doar 5 jocuri pentru AIK.
După ce a câștigat Divizia a-II a AIK a ajuns în Allsvenskan sezonul următor. În mijlocul anilor 50, un nou jucător important a ajuns să joace pentru AIK, Kurt "Kurre" Hamrin. După ce el a plecat în Italia, clubul s-a descurcat foarte greu.
În 1962 AIK a retrogradat din nou în Divizia II, dar a revenit foarte repede în Allsvenskan, după numai un sezon. La începutul anilor 70 clubul a fost considerat favorit pentru a câștiga campionatul, însă AIK obține doar al doilea loc în 1971. În 1975,  40.669 spectatori au asistat la derby-ul cu Djurgårdens IF, un record care a rămas și în ziua de azi.
Liga Japoneză a ales clubul AIK pentru a juca cu o selecționată All-Star în primul lor astfel de meci de la înființarea ligii lor. La 2 decembrie 1965, AIK a remizat cu JSL All-Star, 2-2.
În 1979 AIK a retrogradat în Divizia II din nou, dar a revenit repede în Allsvenskan.

### Campionatul Suediei și meciurile europene (1992-1996)
Cu o lună înainte de începerea sezonului din 1992, AIK avea datorii de 10 milioane SEK. Prin urmare, clubul a trebuit să facă economii extrem de mari. Echipa nu a avut nici un cantonament înainte de începerea campionatului și nu a efectuat nici un transfer foarte costisitior. Două achiziții ieftine s-au dovedit însă a fi de succes: Krister Nordin și Dick Lidman.
În acest an, primele șase echipe din Mästerskapsserien (campionatul Suediei între 1991-1992), au jucat din nou între ele, în sistem tur-retur, dar numai cu jumătate din puncte obținute în timpul sezonului regulat. AIK a încheiat turul a patra, la 3 puncte de liderul IFK Norrköping.
După ce a pierdut la IFK Norrköping, puțini au crezut că AIK mai poate obține titlul. Totuși, AIK a început să câștige joc după joc, iar în ultimul meci, în deplasare la Malmö FF, o remiză ar fi fost suficient pentru a câștiga titlul. AIK a avut noroc, în prima repriză, marcând două goluri din două ocazii. Malmö, dimpotrivă, a avut o mulțime de șanse de gol, dar nu a reușit să marcheze decât unul. După egalare, Malmö a continuat să domine, și chiar a reușit să treacă în avantaj. Cu cinci minute înainte de final, Gary Sundgren a marcat pentru AIK și astfel echipa sa a fost campioana Suediei pentru prima dată după 55 de ani.
În anul următor, 1993, denumirea campionatului, ,,Allsvenskan’’, a fost restabilită, la fel ca și sistemul de dinainte, fără play-off. AIK au avut aceeași manageri ca în sezonul trecut, Tommy Söderberg și Thomas Lyth, dar si aceeași echipă. AIK a început sezonul perfect. După deplasarea la IFK Göteborg în meciul inaugural, terminat la egalitate, AIK a câștigat șase jocuri consecutiv. Cel mai interesant a fost cel cu Brage, de acasă, câștigat cu 9-3. Kim Bergstrand a marcat în acel meci cinci goluri. Dar în timpul verii, AIK a pierdut cu IFK Göteborg și IFK Norrköping, care au ajuns să se lupte pentru titlu. AIK a reușit, cu toate acestea, obținerea locului trei și asigurarea unui loc în Cupa UEFA anul viitor.
Dar mai întâi ei au trebuit să concureze în anul acela în Liga Campionilor, denumire dată cu un an înainte. AIK nu a reușit să treacă în primul tur de Sparta Praga.
În 1994, AIK a avut obiectivul de a recâștiga titlul, cu un nou manager, Hasse Bagge, și cu o achiziție importantă, Jesper Jansson. Din nou, AIK a început sezonul minunat, numai o înfrângere în primele treisprezece jocuri. Dar, după trei meciuri pierdute consecutiv, echipa nu a mai legat foarte multe victorii și a terminat a șasea, cu cincisprezece puncte sub câștigătorul IFK Göteborg.
Sezonul a fost salvat, însă, prin cea mai de succes campanie europeană de până acum, cu eliminarea echipei Slavia Praga, în etapa a doua a Cupei UEFA, și prezența în a treia rundă, cu echipa AC Parma, care îl avea pe Tomas Brolin în echipă.
După aceea, AIK a pierdut finala Cupei, și, prin urmare, posibilitatea de a juca anul viitor în Europa. În acest an cel mai tânăr jucător al lui AIK, Alexander Östlund, a debutat în Allsvenskan la 16 ani, 10 luni și 2 zile. Östlund va deveni un jucător-cheie pentru club patru ani mai târziu.
În 1995, sezonul a început bine din nou. După șapte jocuri, AIK a fost în partea de sus a clasamentului, s-a calificat în finala cupei și a avut trei jucători (Dick Lidman, Ola Andersson, Jan Eriksson) la echipa națională. Clubul însă a încheiat dezamăgitor sezonul, pe locul opt.
În 1996, Erik Hamrén a preluat conducerea clubului ca administrator unic, după co-administrarea alături de Hasse Backe cu un an înainte. Sezonul a început ca și anul precedent, jucând bine, dar câștigând puncte foarte puține. După șapte runde, cu cinci înfrângeri, AIK a fost penultima, în ligă. Dar apoi lucrurile s-au schimbat. După un an nefericit, AIK a obținut în timpul verii și toamnei multe rezultate bune, inclusiv un 6-0 împotriva celor de la IFK Göteborg. După ce a pierdut doar un meci în timpul toamnei, AIK a terminat a patra. Echipa a câștigat, de asemenea, Cupa, care le-a permis să joace în sezonul viitor în Cupa Cupelor.

### Perioada 1997-2004
AIK a ajuns în a treia rundă, cu FC Barcelona, chiar înainte de începerea sezonului 1997 din Allsvenskan. Pentru prima dată, Råsunda a avut toate biletele pentru meci vândute cu o lună înainte de joc. Prima etapă, de pe Camp Nou, a început în cel mai bun mod posibil pentru AIK cu Nebojsa Novakovic marcator, însă meciul s-a terminat 3-1 pentru Barcelona. În partida retur de pe Råsunda, Ronaldo a marcat un gol rapid pentru Barcelona, și chiar dacă AIK a reușit să înscrie golul egalizator, Barcelona s-a calificat cu 4-2 la general.
AIK a fost considerat concurentul principal pentru IFK Göteborg în acel an, dar a terminat sezonul dezamăgitor. Cu toate acestea, AIK a câștigat Cupa și s-a calificat în Cupa Cupelor, dar a ieșit din primul tur împotriva echipei slovace Primorje. Printre noii veniți la club în 1998 au fost managerul englez Stuart Baxter, portarul Mattias Asper și apărătorul Olof Mellberg. Șase din primele 10 jocuri s-au încheiat 1-1. După opt jocuri, noul portar Mattias Asper a devenit titular. Cu el în poartă, AIK nu a pierdut un alt joc întreg sezonul, iar echipa concurează pentru titlu. În ultimul joc, liderul Helsingborg a avut un meci ușor cu Hacken, echipa deja retrogradată, dar a pierdut. Alexander Östlund a marcat pentru AIK și astfel a câștigat cu 1-0 împotriva lui Örgryte. AIK a obținut astfel al 10-lea titlu de campioană.
Media de puncte pe meci a lui AIK în următorul sezon a fost mai mică de unul, AIK a marcat de asemenea cele mai puține goluri din toate echipele din Allsvenskan în acel an. Asper, portarul lui AIK și mijlocașul Johan Mjällby au fost extrem de apreciați. Mjällby a fost transferat de la Celtic și Mellberg a fost vândut la Racing Santander.
În 1999 AIK a achiziționat o mulțime de jucători, printre care și Andreas Andersson, de la Newcastle, pentru circa 2 milioane de euro, o sumă record pentru Suedia, la acea vreme.
În timpul sezonului portarul Mattias Asper nu a primit gol în 19 ore și 17 minute. AIK a avut șansa de a câștiga Allsvenskan a doua oară consecutiv, dar Helsingborg a reușit totuși să treacă peste AIK și a câștigat titlul. AIK a câștigat toate cele trei jocuri împotriva lui Helsingborg în acel sezon ( două în ligă și unul în Cupă).
Locul al doilea din campionat a fost umbrit de marea reușită a clubului, prezența în grupele Ligii Campionilor, prima - și singura dată – când o echipă din Stockholm ajunge atât de departe în turneu. Ultimul obstacol a fost echipa greacă AEK Atena. După o remiză incredibilă în Grecia, AIK bătut cu 1-0 AEK pe Råsunda, Novakovic marcând cel mai important gol pentru clubul său.
AIK a ajuns în cea mai grea grupă posibilă însă. Fiecare echipă a avut potențialul de a merge mai departe: Arsenal, Barcelona și Fiorentina. În primul joc, AIK a condus la Barcelona, după un gol uimitor al lui Novakovic. Dar mai târziu, arbitrul a permis o lovitură de corner pentru Barcelona să fie executată în timpul unei schimbări a lui AIK, care a dus la marcarea unui gol pentru Barcelona. Această fază a fost controversată vehement de managerul lui AIK, Stuart Baxter care i-a spus celui de-al patrulea arbitru: "Aceasta nu este o ligă de amatori, aceasta este Liga Campionilor. Vă rog să vă asumați responsabilitatea." Barcelona a marcat pentru 2-1 în scurt timp  și a câștigat jocul. Numele arbitrului principal, Alain Sars, a rămas pentru totdeauna în memoria tuturor fanilor lui AIK pentru decizia luată.
Un alt meci interesant a fost cel jucat de AIK cu Arsenal în deplasare, în Anglia. A fost prima dată când un club suedez a jucat pe Wembley. Meciul era 1-1 în prelungiri, atunci când Arsenal a marcat două goluri, câștigând cu 3-1. AIK a reușit apoi un 0-0 acasă contra Fiorentinei, dar a pierdut ultimele trei jocuri din grupă. Deși AIK, în total, a câștigat doar un punct în grupă, echipa iese cu capul sus din competiție, având în vedere marea diferență dintre ei și celelalte echipe.
2004 a fost un an trist pentru AIK în multe feluri, în principal pentru că a retrogradat din prima ligă pentru prima dată din 1979, dar, de asemenea, și din cauza unei situații financiare complicate, care rezultă din achizițiile scumpe. Cea mai mare atenție pe parcursul întregului sezon 2004 a fost meciul cu Hammarby, atunci când AIK a pierdut cu 3-0, ceea ce a însemnat retrogradarea în Superretan.

### Revenirea (2005-   )
În 2006, echipa revine în prima ligă, după ce a câștigat Superretan, la zece puncte de locul 2, Osters IF. Un nou record de spectatori la un meci a fost stabilit în Superettan, atunci când 23 460 de oameni a asistat la jocul AIK-GAIS. Media de spectatori în acel sezon a echipei a fost de 11 872 care, de asemenea, a fost un record pentru Superettan.
AIK a surprins pe mulți, prin câștigarea meciurilor împotriva Djurgarden, cum și obținerea celui de-al doilea loc, după IF Elfsborg. AIK a avut extrem de mulți spectatori în acest sezon, 21 434 de persoane a fost media , cea mai mare din 1949/1950 până în prezent.
În 2009, AIK a câștigat Allsvenskan și Cupa Suediei. Meciul în care AIK a câștigat campionatul a fost cel cu IFK Göteborg pe stadionul Gamla Ullevi. Cupa a fost câștigată o săptămână mai târziu cu 2-0 acasă, pe Råsunda, tot împotriva clubului IFK Göteborg.
În 2010, AIK a avut un început foarte rău de sezon și nu a câștigat până în etapa a 7-a a campionatului (3-0 cu Kalmar FF). La sfârșitul lunii aprilie, managerul Mikael Stahre a plecat de la club pentru a prelua echipa greacă Panionios Atena. El a fost înlocuit de scoțianul Alex Miller. Sezonul a fost, însă, dezamăgitor, pentru că echipa abia a scăpat de retrogradare, terminând pe un loc 11. Alex Miller a ales să demisioneze. El a fost înlocuit de fostul jucător al lui AIK, Andreas Alm.
În sezonul 2011 așteptările de la echipă au fost oarecum limitate având în vedere  performanțele slabe ale anului 2010 și de sosirea neprevăzută a managerului Andreas Alm, dar AIK a surprins, mai ales fanii proprii, reușind să termine pe 2, sub campionii de la Helsingborgs IF.

## Stemă și culori
Stema echipei AIK are în componență culorile albastru închis (nu negru), galben și auriu.
Stilul stemei este, fără îndoială, Art Nouveau, stil predominant la începutul secolului 20.
Creatorul stemei este Fritz Carlsson-Carling, un jucător de fotbal și alergător care a câștigat un concurs la care câștigătorul urma să proiecteze o nouă stemă pentru AIK. El a vrut ca stema să transmită cele patru valori fundamentale: tradiție, vigoare, glorie și bucurie.
Tradiția este transmisă prin turnurile de pe stemă, care sunt luate de la Saint Erik, sfântul patron al Stockholm-ului. Haina Sfântului Erik are cinci turnuri, simbolizând zidurile orașului Stockholm, o indicație că AIK apără onoarea capitalei.
Vigoarea este reprezentată de inițialele ,,AIK’’, inscripționate pe diagonala stemei. Există, de asemenea, un element de naționalism în stemă, deoarece culorile albastru și galben sunt culorile naționale ale Suediei.
Slava și bucuria sunt caracterizate de soare, referindu-se la "Sol Invictus", "soarele invincibil". 
Culorile echipei AIK sunt negru și galben. Albul este culoarea secundară.

## Echipament
În prezent, în afară de șorturi albe pentru orice tip de meci, tricoul pentru meciurile de acasă este negru și pentru meciurile din deplasare este alb. Al treilea tip de echipament a fost cu tricou galben din 2004 până în 2007, tricou portocaliu din 2007 până în 2010 și tricou albastru închis din 2010 până în prezent.

### Sponsori și firme de echipament
| Perioada | Echipament | Sponsor de pe tricou   |
| -------- | ---------- | ---------------------- |
| 1975-77  | Adidas     | None                   |
| 1978-80  | Puma       | None                   |
| 1981     | Hummel     | ?                      |
| 1982-84  | Umbro      | BPA                    |
| 1985-88  | Nike       | Första Sparbanken      |
| 1989-90  | Puma       | Folksam                |
| 1991     | Puma       | Folksam or Kombilott   |
| 1992     | Puma       | Folksam or Trippellott |
| 1995-96  | Puma       | Scandic                |
| 1997     | Puma       | Hyundai                |
| 1998-    | Adidas     | Åbro                   |

## Friends Arena

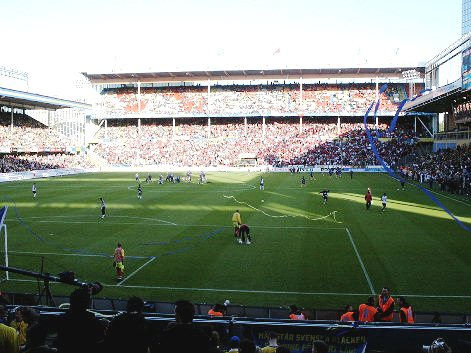
Råsunda

Din anul 2013 AIK își dispută meciurile de pe teren propriu pe Friends Arena, stadionul care găzduiește de asemenea și echipa națională de fotbal a Suediei. 
Consiliul de administrație al clubului a hotărât pe 20 octombrie 2011 ca odată ce demolarea vechii arene Råsunda este finalizată, echipa de fotbal să își dispute meciurile de campionat și meciurile internaționale pe cel mai mare stadion de fotbal din Suedia. O altă alternativă luată în considerare a fost Tele2 Arena, variantă respinsă în final de conducătorii clubului.

## Suporteri

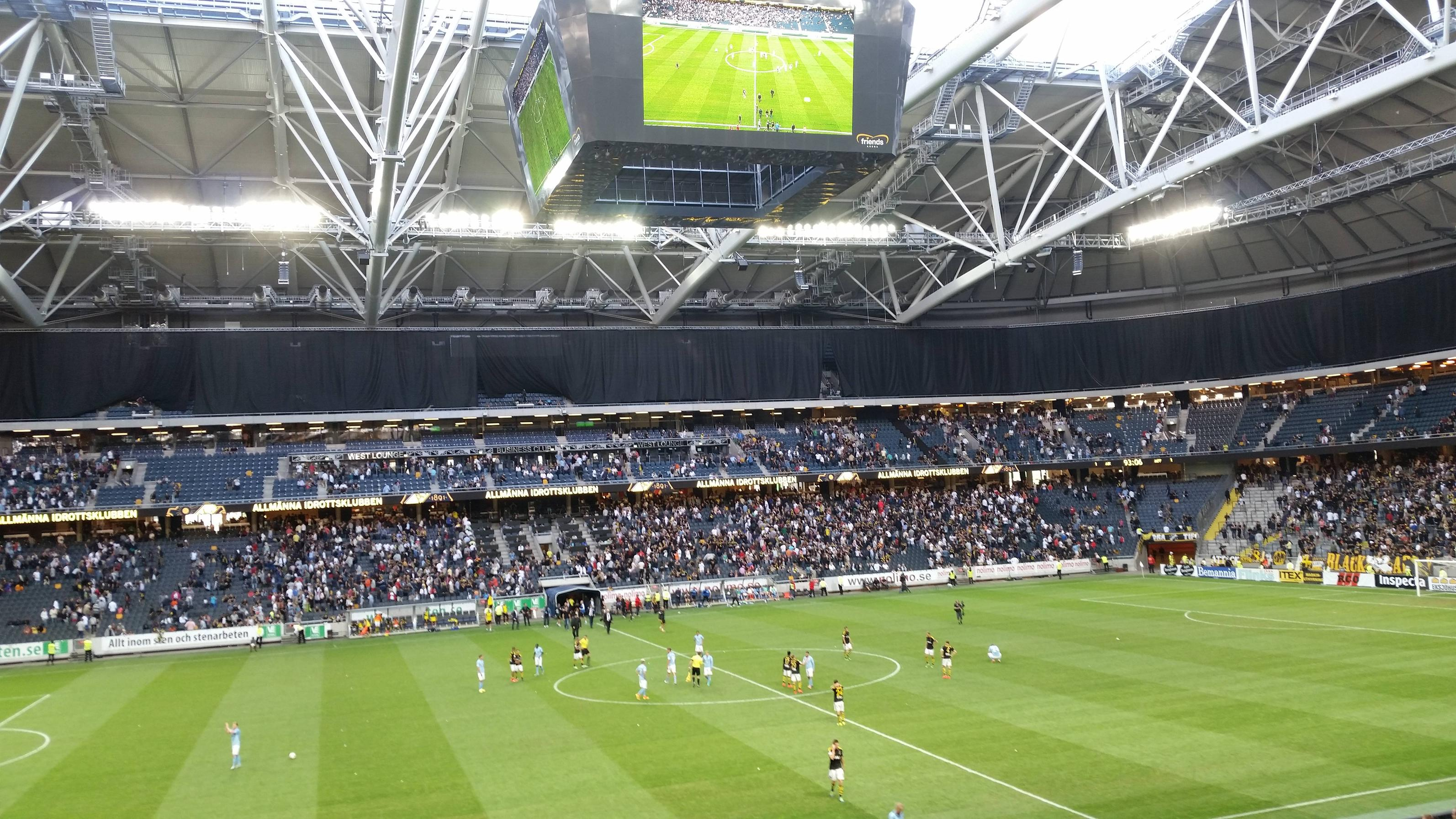
AIK Solna vs Malmö FF

Cu unul dintre cele mai mari cluburi de fani din Suedia, AIK a avut o medie de spectatori de peste 21.000 de oameni în timpul sezonului 2006, cea mai mare în Suedia. În sezonul 2007, AIK a avut o medie de prezență de peste 20.000. AIK a avut cea mai mare medie de spectatori în 36 de sezoane, mai mult decât oricare alt club din Suedia. În timpul sezonului 2011 AIK a avut o medie de
13.865 spectatori.
Cele mai importante fan-cluburi sunt Black Army, Firman Boys, Ultras Nord și Sol Invictus.

## Rivali
Principalul rival al clubului este echipa Djurgarden care, de asemenea, a fost fondată  în 1891, la doar câteva săptămâni mai târziu. Meciurile locale dintre cluburi sunt, uneori, enumerate în topul zece european al derby-urilor. Acesta este cunoscut sub numele de Tvillingderbyt. Un alt rival este Hammarby IF care, de asemenea, este din Stockholm. Cel mai mare rival în afara Stockholmului este IFK Göteborg, iar în meciurile dintre echipe de multe ori au dus la violențe între suporteri. În 2002, un fan al lui IFK Göteborg a fost ucis, într-un conflict cu niște huligani ce susțineau clubul AIK.

## Lotul actual

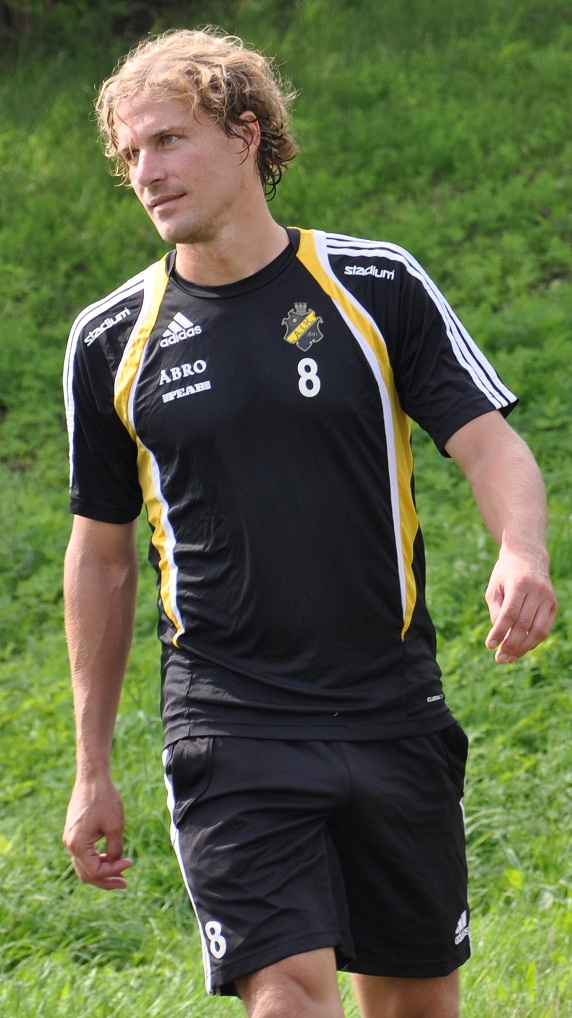
Daniel Tjernström

### Rating UEFA
La 5 august 2016.
| Poziție | Club              | Puncte |
| ------- | ----------------- | ------ |
| 182     | Oțelul Galați     | 9.076  |
| 183     | Charleroi         | 9.000  |
| 184     | KVC Westerlo      | 9.000  |
| 185     | AIK               | 8.976  |
| 186     | AEL Limassol      | 8.935  |
| 187     | Slovan Bratislava | 8.900  |
| 188     | FC Luzern         | 8.775  |

## AIK în Europa

### Meciuri în competițiile europene
| Sezon   | Competiția                | Runda              | Țara                                       | Club                    | Acasă | Deplasare | Scor general | Note       |
| ------- | ------------------------- | ------------------ | ------------------------------------------ | ----------------------- | ----- | --------- | ------------ | ---------- |
| 1964–65 | Cupa UEFA Intertoto       | Group C2           | Franța                                     | Angers                  | 4–1   | 1–3       |              | Placed 2nd |
| 1964–65 | Cupa UEFA Intertoto       | Group C2           | Republica Socialistă Federativă Iugoslavia | Sarajevo                | 2–0   | 0–2       |              | Placed 2nd |
| 1964–65 | Cupa UEFA Intertoto       | Group C2           | Cehoslovacia                               | Slovnaft Bratislava     | 3–2   | 1–7       |              | Placed 2nd |
| 1965–66 | Cupa Orașelor Târguri     | First round        | Belgia                                     | Bruxelles               | 0–0   | 3–1       | 3–1          |            |
| 1965–66 | Cupa Orașelor Târguri     | Second round       | Elveția                                    | Servette                | 2–1   | 1–4       | 3–5          |            |
| 1966–67 | Cupa UEFA Intertoto       | Group B3           | Germania de Est                            | Carl Zeiss Jena         | 0–0   | 1–4       |              | Placed 4th |
| 1966–67 | Cupa UEFA Intertoto       | Group B3           | Germania de Vest                           | Eintracht Braunschweig  | 3–1   | 0–1       |              | Placed 4th |
| 1966–67 | Cupa UEFA Intertoto       | Group B3           | Polonia                                    | Górnik Zabrze           | 1–1   | 2–3       |              | Placed 4th |
| 1967    | Cupa UEFA Intertoto       | Group B6           | Danemarca                                  | AGF                     | 1–0   | 2–1       |              | Placed 3rd |
| 1967    | Cupa UEFA Intertoto       | Group B6           | Germania de Est                            | Dynamo Dresden          | 1–4   | 2–1       |              | Placed 3rd |
| 1967    | Cupa UEFA Intertoto       | Group B6           | Cehoslovacia                               | Košice                  | 1–1   | 0–4       |              | Placed 3rd |
| 1968–69 | Cupa Orașelor Târguri     | First round        | Norvegia                                   | Skeid                   | 2–1   | 1–1       | 3–2          |            |
| 1968–69 | Cupa Orașelor Târguri     | Second round       | Germania de Vest                           | Hannover 96             | 4–2   | 2–5       | 6–7          |            |
| 1970    | Cupa UEFA Intertoto       | Group B3           | Elveția                                    | Lausanne Sports         | 1–1   | 2–2       |              | Placed 3rd |
| 1970    | Cupa UEFA Intertoto       | Group B3           | Franța                                     | Marseille               | 2–2   | 2–6       |              | Placed 3rd |
| 1970    | Cupa UEFA Intertoto       | Group B3           | Polonia                                    | Zagłębie Sosnowiec      | 2–1   | 1–2       |              | Placed 3rd |
| 1973    | Cupa UEFA Intertoto       | Group 2            | Germania de Vest                           | Duisburg                | 3–1   | 1–1       |              | Placed 3rd |
| 1973    | Cupa UEFA Intertoto       | Group 2            | Țările de Jos                              | PSV                     | 0–1   | 0–3       |              | Placed 3rd |
| 1973    | Cupa UEFA Intertoto       | Group 2            | Cehoslovacia                               | Slovan Bratislava       | 1–1   | 0–0       |              | Placed 3rd |
| 1973–74 | Cupa UEFA                 | First round        | Danemarca                                  | B 1903                  | 1–1   | 1–2       | 2–3          |            |
| 1974    | Cupa UEFA Intertoto       | Group 6            | Austria                                    | Linz                    | 3–2   | 1–6       |              | Placed 4th |
| 1974    | Cupa UEFA Intertoto       | Group 6            | Cehoslovacia                               | Spartak Trnava          | 0–1   | 1–2       |              | Placed 4th |
| 1974    | Cupa UEFA Intertoto       | Group 6            | Polonia                                    | Wisła Kraków            | 0–3   | 0–1       |              | Placed 4th |
| 1975    | Cupa UEFA Intertoto       | Group 5            | Germania de Vest                           | Tennis Borussia Berlin  | 2–3   | 3–1       |              | Placed 4th |
| 1975    | Cupa UEFA Intertoto       | Group 5            | Polonia                                    | Polonia Bytom           | 0–2   | 1–5       |              | Placed 4th |
| 1975    | Cupa UEFA Intertoto       | Group 5            | Cehoslovacia                               | Zbrojovka Brno          | 1–2   | 0–2       |              | Placed 4th |
| 1975–76 | Cupa UEFA                 | First round        | Uniunea Republicilor Sovietice Socialiste  | Spartak Moscow          | 1–1   | 0–1       | 1–2          |            |
| 1976    | Cupa UEFA Intertoto       | Group 4            | Cehoslovacia                               | Baník Ostrava           | 0–1   | 0–2       |              | Placed 4th |
| 1976    | Cupa UEFA Intertoto       | Group 4            | Germania de Vest                           | Eintracht Braunschweig  | 1–3   | 1–2       |              | Placed 4th |
| 1976    | Cupa UEFA Intertoto       | Group 4            | Austria                                    | Tirol Innsbruck         | 3–3   | 1–3       |              | Placed 4th |
| 1976–77 | European Cup Winners' Cup | First round        | Turcia                                     | Galatasaray             | 1–2   | 1–1       | 2–3          |            |
| 1984    | Cupa UEFA Intertoto       | Group 5            | Polonia                                    | Górnik Zabrze           | 2–3   | 0–1       |              | Placed 1st |
| 1984    | Cupa UEFA Intertoto       | Group 5            | Germania de Est                            | Magdeburg               | 2–0   | 2–0       |              | Placed 1st |
| 1984    | Cupa UEFA Intertoto       | Group 5            | Germania de Vest                           | Nürnberg                | 8–2   | 2–1       |              | Placed 1st |
| 1984–85 | Cupa UEFA                 | First round        | Scoția                                     | Dundee United           | 1–0   | 0–3       | 1–3          |            |
| 1985    | Cupa UEFA Intertoto       | Group 4            | Cehoslovacia                               | Bohemians Praha         | 2–1   | 1–1       |              | Placed 1st |
| 1985    | Cupa UEFA Intertoto       | Group 4            | Elveția                                    | St. Gallen              | 0–1   | 6–1       |              | Placed 1st |
| 1985    | Cupa UEFA Intertoto       | Group 4            | Ungaria                                    | Videoton Székesfehérvár | 3–0   | 0–1       |              | Placed 1st |
| 1985–86 | European Cup Winners' Cup | First round        | Luxemburg                                  | Red Boys Differdange    | 8–0   | 5–0       | 13–0         |            |
| 1985–86 | European Cup Winners' Cup | Second round       | Cehoslovacia                               | Dukla Praga             | 2–2   | 0–1       | 2–3          |            |
| 1987    | Cupa UEFA Intertoto       | Group 6            | Polonia                                    | Lech Poznań             | 4–1   | 0–0       |              | Placed 1st |
| 1987    | Cupa UEFA Intertoto       | Group 6            | Danemarca                                  | Lyngby                  | 3–1   | 2–0       |              | Placed 1st |
| 1987    | Cupa UEFA Intertoto       | Group 6            | Cehoslovacia                               | Plastika Nitra          | 0–0   | 0–1       |              | Placed 1st |
| 1987–88 | Cupa UEFA                 | First round        | Cehoslovacia                               | Vítkovice               | 0–2   | 1–1       | 1–3          |            |
| 1993–94 | UEFA Champions League     | First round        | Cehia                                      | Sparta Praga            | 1–0   | 0–2       | 1–2          |            |
| 1994    | Cupa UEFA Intertoto       | Group 3            | Germania                                   | Bayer Leverkusen        | 3–2   |           |              | Placed 1st |
| 1994    | Cupa UEFA Intertoto       | Group 3            | Elveția                                    | Lausanne Sports         | 2–1   |           |              | Placed 1st |
| 1994    | Cupa UEFA Intertoto       | Group 3            | Țările de Jos                              | Sparta Rotterdam        | 2–2   |           |              | Placed 1st |
| 1994    | Cupa UEFA Intertoto       | Group 3            | Austria                                    | Tirol Innsbruck         | 2–0   |           |              | Placed 1st |
| 1994–95 | Cupa UEFA                 | Prel. round        | Lituania                                   | Mažeikiai               | 2–0   | 2–0       | 4–0          |            |
| 1994–95 | Cupa UEFA                 | First round        | Cehia                                      | Slavia Praga            | 0–0   | 2–2       | 2–2          | Away goal  |
| 1994–95 | Cupa UEFA                 | Second round       | Italia                                     | Parma                   | 0–1   | 0–2       | 0–3          |            |
| 1996–97 | UEFA Cup Winners' Cup     | First round        | Islanda                                    | KR                      | 1–1   | 1–0       | 2–1          |            |
| 1996–97 | UEFA Cup Winners' Cup     | Second round       | Franța                                     | Nîmes Olympique         | 0–1   | 3–1       | 3–2          |            |
| 1996–97 | UEFA Cup Winners' Cup     | Quarter final      | Spania                                     | Barcelona               | 1–1   | 1–3       | 2–4          |            |
| 1997–98 | UEFA Cup Winners' Cup     | First round        | Slovenia                                   | Primorje                | 0–1   | 1–1       | 1–2          |            |
| 1999–00 | UEFA Champions League     | Second round       | Belarus                                    | Dnepr-Transmash         | 2–0   | 1–0       | 3–0          |            |
| 1999–00 | UEFA Champions League     | Third round        | Grecia                                     | AEK Atena               | 1–0   | 0–0       | 1–0          |            |
| 1999–00 | UEFA Champions League     | Group B            | Anglia                                     | Arsenal                 | 2–3   | 1–3       |              | Placed 4th |
| 1999–00 | UEFA Champions League     | Group B            | Spania                                     | Barcelona               | 1–2   | 0–5       |              | Placed 4th |
| 1999–00 | UEFA Champions League     | Group B            | Italia                                     | Fiorentina              | 0–0   | 0–3       |              | Placed 4th |
| 2000–01 | Cupa UEFA                 | Qual. round        | Belarus                                    | Gomel                   | 1–0   | 2–0       | 3–0          |            |
| 2000–01 | Cupa UEFA                 | First round        | Danemarca                                  | Herfølge                | 0–1   | 1–1       | 1–2          |            |
| 2001    | UEFA Intertoto Cup        | First round        | Țara Galilor                               | Carmarthen Town         | 3–0   | 0–0       | 3–0          |            |
| 2001    | UEFA Intertoto Cup        | Second round       | Danemarca                                  | OB                      | 2–0   | 2–2       | 4–2          |            |
| 2001    | UEFA Intertoto Cup        | Third round        | Franța                                     | Troyes                  | 1–2   | 1–2       | 2–4          |            |
| 2002–03 | Cupa UEFA                 | Qual. round        | Islanda                                    | ÍBV                     | 2–0   | 3–1       | 5–1          |            |
| 2002–03 | Cupa UEFA                 | First round        | Turcia                                     | Fenerbahçe              | 3–3   | 1–3       | 4–6          |            |
| 2003–04 | Cupa UEFA                 | Qual. round        | Islanda                                    | Fylkir                  | 1–0   | 0–0       | 1–0          |            |
| 2003–04 | Cupa UEFA                 | First round        | Spania                                     | Valencia                | 0–1   | 0–1       | 0–2          |            |
| 2007–08 | Cupa UEFA                 | First qual. round  | Irlanda de Nord                            | Glentoran               | 4–0   | 5–0       | 9–0          |            |
| 2007–08 | Cupa UEFA                 | Second qual. round | Letonia                                    | Liepājas Metalurgs      | 2–0   | 2–3       | 4–3          |            |
| 2007–08 | Cupa UEFA                 | First round        | Israel                                     | Hapoel Tel Aviv         | 0–1   | 0–0       | 0–1          |            |
| 2010–11 | UEFA Champions League     | Second qual. round | Luxemburg                                  | Jeunesse Esch           | 1–0   | 0–0       | 1–0          |            |
| 2010–11 | UEFA Champions League     | Third qual. round  | Norvegia                                   | Rosenborg               | 0–1   | 0–3       | 0–4          |            |
| 2010–11 | UEFA Europa League        | Play-off round     | Bulgaria                                   | Levski Sofia            | 0–0   | 1–2       | 1–2          |            |
| 2012–13 | UEFA Europa League        | Second qual. round | Islanda                                    | FH                      | 1–1   | 1–0       | 2–1          |            |
| 2012–13 | UEFA Europa League        | Third qual. round  | Polonia                                    | Lech Poznań             | 3–0   | 0–1       | 3–1          |            |
| 2012–13 | UEFA Europa League        | Play-off round     | Rusia                                      | CSKA                    | 0–1   | 2–0       | 2–1          |            |
| 2012–13 | UEFA Europa League        | Group F            | Ucraina                                    | Dnipro                  | 2–3   | 0–4       |              | Placed 4th |
| 2012–13 | UEFA Europa League        | Group F            | Italia                                     | Napoli                  | 1–2   | 0–4       |              | Placed 4th |
| 2012–13 | UEFA Europa League        | Group F            | Țările de Jos                              | PSV                     | 1–0   | 1–1       |              | Placed 4th |

## Palmares
- Campioni ai Suediei (Svenska mästare; 1896–1925)[A]
  - Campioană (11):   1900, 1901, 1911, 1914, 1916, 1923, 1931–1932, 1936–1937, 1992, 1998, 2009,2018

### Ligi
- Allsvenskan:
  - Campioană (5): 1931–32, 1936–37, 1983, 1998, 2009
  - Vicecampioană (12): 1930–1931, 1934–1935, 1935–1936, 1938–39, 1946–47, 1972, 1974, 1984, 1999, 2006, 2011, 2013
- Superettan:
  - Câștigătoare (1): 2005
- Mästerskapsserien:
  - Câștigătoare (1): 1992
- Svenska Serien:
  - Locul 2 (5): 1910, 1914–1915, 1915–1916, 1922–1923, 1923–1924

### Cupe
- Svenska Cupen:
  - Câștigătoare (8): 1949, 1950, 1975–1976, 1984–1985, 1995–1996, 1996–1997, 1998–1999, 2009
  - Finalistă (8): 1943, 1947, 1968–1969, 1991, 1994–1995, 1999–2000, 2000–2001, 2002
- Svenska Mästerskapet:
  - Câștigătoare (6): 1900, 1901, 1912, 1915, 1917, 1924
  - Finalistă (2): 1898, 1917
- Allsvenskan play-off:
  - Finalistă (1): 1986
- Svenska Supercupen:
  - Câștigătoare (1): 2010
  - Finalistă (1): 2012
- Corinthian Bowl:
  - Finalistă (2): 1912, 1913
- Rosenska Pokalen:
  - Finalistă (2): 1899, 1900
- Wicanderska Välgörenhetsskölden:
  - Câștigătoare (4): 1908, 1909, 1915, 1917
  - Finalistă (3): 1905, 1906, 1916

## Europa
- UEFA Europa League
  -  Calificări (1) : 2013

## Jucători notabili
| - Celso Borges - Jyrki Niemenen - Esa Pekonen - Kari Virtanen - Derek Boateng - Jos Hooiveld - Erik Almgren - Andreas Andersson - Sven Andersson - Björn Anlert - Lennart Backman - Thomas Bergman - Orvar Bergmark - Kim Bergstrand - Björn Carlsson - Henry Carlsson - Lennart Carlsson - Sven Dahlkvist - Erik Edman - Jan Eriksson | - Göran Göransson - Roland Grip - Kurt Hamrin - Magnus Hedman - Nils-Eric Johansson - Pontus Kåmark - Göran Karlsson - Per Karlsson - Pär Kaufeldt - Björn Kindlund - Rudolf Kock - Thomas Lagerlöf - Peter Larsson - Börje Leander - Börje Leback - Yngve Leback - Anders Limpar - Bernt Ljung - Teddy Lučić - Björn Lundberg | - Arne Lundqvist - Daniel Majstorović - Olof Mellberg - Johan Mjällby - Axel Nilsson - Harry Nilsson - John Nilsson - Krister Nordin - Owe Ohlsson - Eric Persson - Gösta Persson - Mats Rubarth - Ove Rübsamen - Pascal Simpson - Gustav Sjöberg - Valter Sköld - Gary Sundgren - Daniel Tjernström - Ernst Wahlberg - Sebastián Eguren |

## Antrenori
| - Ferdinand Humenberger (1930–32) - Jimmy Elliott (1932–34) - Per Kaufeldt (1934–40) - Václav Simon (1940–44) - Istvan Wampetits (1944–48) - George Raynor (1948–52) - Per Kaufeldt (1951–56) - Henry Carlsson (1956–58) - Frank Soo (1958) - Erik "Lillis" Persson (1959) - Lajos Szendrödi (1960–61) - Hilding "Moggli" Gustafsson (1962–64) - Henry Carlsson (1965–66) - Ingemar Ingevik (1967–68) | - Torsten Lindberg (1969–70) - Jens Lindblom (1971–74) - Keith Spurgeon (1975) - Kurt Liander (1975) - Lars-Oscar Nilsson (1976) - Gunnar Nordahl (1977–78) - Olavus Olsson (1978–Dec 78) - Jens Lindblom (1979) - Bo Petersson (1979–80) - Rolf Zetterlund (1981–86) - Göran Åberg (1987) - Nisse Andersson (1987) - Sanny Åslund (1988–90) - Tommy Söderberg (1991–93) | - Hans Backe (1 Jan 1994 – 30 June 1995) - Erik Hamrén (1 Jan 1995 – 31 Dec 1997) - Stuart Baxter (1 Jan 1998–Dec 00) - Olle Nordin (2001–02) - Peter Larsson (2002) - Dušan Uhrin (1 July 2002 – 31 Oct 2002) - Richard Money (1 Jan 2003 – 19 April 2004) - Patrick Englund (2004) - Rikard Norling (Jan 2005–Nov 08) - Mikael Stahre (1 Jan 2009 – 24 April 2010) - Björn Wesström (interim) (26 April 2010 – 22 June 2010) - Alex Miller (22 June 2010 – 10 Nov 2010) - Andreas Alm (1 Jan 2011–) |